# Öt történet az elmezavarról
Az Öt történet az elmezavarról (eredeti cím: Call Me Crazy: A Five Film) 2013-ban bemutatott amerikai televíziós filmdráma, melyet a Lifetime csatorna tűzött műsorra. A 2011-es Küzdelem a rákkal folytatása.
A film antológiaszerűen mutat be öt, egymással többé-kevésbé összekapcsolódó történetet a mentális betegségekről és az azokat övező előítéletekről.

## Cselekmény

### Lucy
- Rendezte Bryce Dallas Howard, írta Deirdre O'Connor

A joghallgató Lucy skizofrénia miatt intézetbe kerül. Egy új barát, a gyógyszerek és a terapeutája segítségével a lány elindul a gyógyulás és egy biztatóbb jövő felé.
| Színész         | Szerep    | Magyar hang   |
| --------------- | --------- | ------------- |
| Brittany Snow   | Lucy      | Földes Eszter |
| Clint Howard    | Harold    |               |
| Jason Ritter    | Bruce     | Előd Álmos    |
| Octavia Spencer | Dr. Nance | Náray Erika   |

### Grace
- Rendezte Laura Dern, írta Jan Oxenberg

A szegmens a bipoláris zavart mutatja be, egy tizenéves lányon és annak mentális betegséggel küszködő édesanyján keresztül.
| Színész          | Szerep | Magyar hang       |
| ---------------- | ------ | ----------------- |
| Sarah Hyland     | Grace  | Hermann Lilla     |
| Melissa Leo      | Robin  | Farkasinszky Edit |
| Melissa Farman   | Izzy   | Pekár Adrienn     |
| Aimee Teegarden  | Olivia | Gulás Fanni       |
| Andrea Bendewald | Laura  |                   |

### Allison
- Rendezte Sharon Maguire, írta Howard J. Morris

Lucy, az első rész főszereplője hazatér az intézetből. Otthonában húga, Allison épp be akarja mutatni szüleinek új barátját, ám ez nem megy zökkenőmentesen.
| Színész           | Szerep  | Magyar hang   |
| ----------------- | ------- | ------------- |
| Brittany Snow     | Lucy    | Földes Eszter |
| Sofia Vassilieva  | Allison | Lamboni Anna  |
| Ken Baumann       | Luke    | Czető Roland  |
| Jean Smart        | Claire  | Kovács Nóra   |
| Richard Gilliland | Hugh    | Rosta Sándor  |

### Eddie
- Rendezte Bonnie Hunt, írta Stephen Godchaux

Az epizód a depresszió témáját járja körül. Egy asszony próbálja megérteni, hogy népszerű humorista férje, Eddie hogyan tud sokszor annyira zárkózott és szomorú lenni.
| Színész           | Szerep      | Magyar hang    |
| ----------------- | ----------- | -------------- |
| Mitch Rouse       | Eddie       | Czvetkó Sándor |
| Lea Thompson      | Julia       | Udvarias Anna  |
| Chelsea Handler   | Alex        | Orosz Anna     |
| Dave Foley        | Danny       |                |
| Jay Chandrasekhar | Joey        |                |
| James Avery       | Dr. Beckett |                |
| Ross Mathews      | műsorvezető |                |

### Maggie
- Rendezte Ashley Judd, írta Erin Cressida Wilson

Maggie, egy háborús veterán nő hazatér kisfiához és édesapjához. A poszttraumás stressz zavar és egy szexuális bántalmazás emléke azonban pokollá teszi a nő életét.
| Színész          | Szerep  | Magyar hang   |
| ---------------- | ------- | ------------- |
| Jennifer Hudson  | Maggie  | Solecki Janka |
| Melanie Griffith | Kristin | Vándor Éva    |
| Ernie Hudson     | Percy   | Jakab Csaba   |
| Brittany Snow    | Lucy    | Czető Zsanett |

## Fordítás
- Ez a szócikk részben vagy egészben  a   Call Me Crazy: A Five Film című angol Wikipédia-szócikk fordításán alapul.  Az eredeti cikk szerkesztőit annak laptörténete sorolja fel. Ez a jelzés csupán a megfogalmazás eredetét és a szerzői jogokat jelzi, nem szolgál a cikkben szereplő információk forrásmegjelöléseként.